# Formale Ontologie
Formale Ontologie bezeichnet Projekte ontologischer Theoriebildung, welche sich weitgehend formaler Instrumentarien bedienen, wie sie in den letzten Jahrzehnten in der analytischen Ontologie nach dem sogenannten „ontological turn“ entwickelt wurden. Ähnlich wie die formale Logik, die keine konkreten Gehalte studiert, sondern logische Beziehungen im Allgemeinen, beschreibt die formale Ontologie allgemeine Eigenschaften, Beziehungen, Identifikations- und Identitätskriterien von Objekten überhaupt. Teilweise bilden dabei unsere Urteile über die Strukturen der Wirklichkeit den Ausgangspunkt der Untersuchung.
Zur praktischen Anwendung zur Wissensrepräsentation von einigen Projekten formaler Ontologie vgl. Ontologie (Informatik).

## Begriffsgeschichte
Den Begriff formale Ontologie gebrauchte zuerst Edmund Husserl. Nach ihm lässt sich die reine Logik (also jene, welche Anwendungen auf konkrete Sachverhalte logisch vorausliegt) in eine apophantische Logik und eine formale Ontologie gliedern. Erstere ist die Logik der Bedeutungskategorien (Begriff, Satz etc.). Letztere bezeichnet eine formale Theorie der Gegenstände.
Besonders seit den 1980er Jahren werden Theorien der formalen Ontologie auch im Kontext der analytischen Ontologie sowie der Informationswissenschaft entwickelt. Richtungsweisend war hierbei Patrick Hayes. In einem frühen Manifest von 1979 formulierte er das Programm einer Formalisierung des Alltagsverständnisses über die aktuale Welt. Dies weichte er später in Richtung einer formalen Theorie der Strukturen möglicher Welten auf. Diese Versuche sind auch anwendbar auf Probleme der Organisation von Information etwa in umfangreichen Datenbanken.